# Contradictions Collapse
Albums de Meshuggah
Destroy Erase Improve
(1995)
Contradictions Collapse est le premier album studio du groupe de metal extrême suédois Meshuggah sorti en mai 1991 sur le label Nuclear Blast. L'album était originellement intitulé All This Because of Greed (littéralement Tout ça à cause de la cupidité).
Le 26 janvier 1998, le groupe sort une réédition de l'album au format Digipak avec quatre morceaux bonus, issus de l'EP None.

## Contexte
Meshuggah est fondé en 1987 à Umeå en Suède par Jens Kidman, Fredrik Thordendal, Peter Nordin et Niklas Lundgren. Le 3 février 1989, le groupe sort un EP sobrement intitulé Meshuggah, aussi connu sous le nom Psykisk Testbild. Seulement 1 000 copies de l'EP seront produites, toutes vendues par Garageland, un magasin local. En 1990, Tomas Haake rejoint le groupe en remplacement de Niklas Lundgren. Au même moment, Meshuggah signe un contrat avec le label de metal allemand Nuclear Blast, contrat que le groupe honore dès 1991 avec la sortie de ce premier album,,.

## Liste des titres
| 1.    | Paralyzing Ignorance    | Jens Kidman        | Kidman, Fredrik Thordendal   | 4:28 |
| 2.    | Erroneous Manipulation  | Kidman, Thordendal | Thordendal, Johan Sjögren    | 6:21 |
| 3.    | Abnegating Cecity       | Tomas Haake        | Kidman, Thordendal, Haake    | 6:31 |
| 4.    | Internal Evidence       | Kidman             | Kidman, Thordendal           | 7:27 |
| 5.    | Qualms of Reality       | Haake              | Kidman, Thordendal           | 7:10 |
| 6.    | We'll Never See the Day | Kidman             | Kidman, Niklas Lundgren      | 6:03 |
| 7.    | Greed                   | Kidman, Thordendal | Kidman, Thordendal           | 7:06 |
| 8.    | Choirs of Devastation   | Thordendal, Haake  | Thordendal, Haake            | 4:00 |
| 9.    | Cadaverous Mastication  | Kidman, Thordendal | Kidman, Thordendal, Lundgren | 7:32 |
| 56:38 |                         |                    |                              |      |

| Morceaux bonus de la réédition de 1998, | Morceaux bonus de la réédition de 1998, | Morceaux bonus de la réédition de 1998, | Morceaux bonus de la réédition de 1998, | Morceaux bonus de la réédition de 1998, | Morceaux bonus de la réédition de 1998, | Morceaux bonus de la réédition de 1998, | Morceaux bonus de la réédition de 1998, | Morceaux bonus de la réédition de 1998, | Morceaux bonus de la réédition de 1998, |
| No                                      | Titre                                   | Paroles                                 | Musique                                 | Durée                                   |                                         |                                         |                                         |                                         |                                         |
| --------------------------------------- | --------------------------------------- | --------------------------------------- | --------------------------------------- | --------------------------------------- | --------------------------------------- | --------------------------------------- | --------------------------------------- | --------------------------------------- | --------------------------------------- |
| 10.                                     | Humiliative                             | Haake                                   | Kidman, Thordendal                      | 5:17                                    |                                         |                                         |                                         |                                         |                                         |
| 11.                                     | Sickening                               | Haake                                   | Thordendal, Mårten Hagström             | 5:46                                    |                                         |                                         |                                         |                                         |                                         |
| 12.                                     | Ritual                                  | Kidman                                  | Kidman                                  | 6:17                                    |                                         |                                         |                                         |                                         |                                         |
| 13.                                     | Gods of Rapture                         | Haake                                   | Thordendal                              | 5:10                                    |                                         |                                         |                                         |                                         |                                         |
| 1:19:10                                 |                                         |                                         |                                         |                                         |                                         |                                         |                                         |                                         |                                         |

## Réception
L'accueil critique de cet album est assez mitigé.
Steve Huey d'Allmusic écrit simplement : « Même si l'album n'est pas aussi abouti que ses successeurs, il mérite quand même le détour, en particulier pour les fans du groupe les plus dévoués ».
Dethtrasher de Sputnikmusic quant à lui, en dit : « La basse apocalyptique, les riffs denses et le shredding produisent, avec les vocaux brutaux, un son obscur et dévastateur. (...) La complexité des morceaux était plus intrigante que divertissante, mais certains morceaux ont quand même réussi à attirer mon attention. (...) Les vocaux sont eux aussi intéressants, même s'ils sonnent comme la plupart des vocaux de nos jours, car ils donnent une saveur particulière à la musique ». En revanche, il ajoute : « Malheureusement, il y avait plus de mauvaises choses que de bonnes choses sur cet album ». Il critique principalement la batterie, disant qu'elle « ruine la plupart des morceaux » et qu'elle « les rend ennuyants ». Il avoue aussi ne pas avoir apprécié les solos de guitare : « Je n'ai jamais entendu de solos aussi mauvais de ma vie. Ils ne sonnaient même pas comme des solos joués par un guitariste, mais plutôt comme des bruits édités avec un ordinateur ».

## Crédits

### Composition du groupe
- Jens Kidman – Chant et guitare rythmique.
- Fredrik Thordendal - Guitare solo et chœurs.
- Tomas Haake - Batterie et chœurs.
- Peter Nordin - Basse et chœurs[1],[2],[3].

### Membre additionnel
- P.H. Rics - Réalisateur artistique[1].